# Bokajfelfalu község
Bokajfelfalu község (románul: Comuna Ceru-Băcăinți) község Fehér megyében, Romániában. Központja Bokajfelfalu, beosztott falvai Bolovănești, Bulbuk, Cucuta, Kurpény, Dumbrăvița, Fântânele, Groși, Gyézuri házcsoport és Váleamáre.

## Fekvése
Az Erdélyi-érchegység délnyugati részén, a Maros és az Ompoly völgye között helyezkedik el. A DN7-es főúton közelíthető meg. A község területén 400 hektárnyi akácerdő található, amelyet virágzáskor az egész országból látogatnak a méhészek. A községnek nincs temetője, a halottakat a saját kertjükben temetik el, a papok és tanítók kivételével, akiknek a templom kertjében biztosítanak sírhelyet.

## Népessége
1850-től a népesség alábbiak szerint alakult:
| Lakosok száma | 1339 | 1726 | 1916 | 1669 | 1587 | 831  | 494  | 376  | 269  | 227  |
|               | 1850 | 1880 | 1900 | 1920 | 1941 | 1977 | 1992 | 2002 | 2011 | 2021 |

A 2011-es népszámlálás adatai alapján a község népessége 269 fő volt, melynek 98,14%-a román. Vallási hovatartozás szempontjából a lakosság 97,77%-a ortodox. A népesség szempontjából ez a megye legkisebb községe.

## Nevezetességei
A község területén nincsenek műemlékek.
Országos szinten védett terület a Piatra Tomii hegycsúcs.